# 池田彩由佳
池田 彩由佳（いけだ さゆか、1995年7月18日 - ）は、日本の女優（元：子役）である。
静岡県出身。ジョビィキッズに所属していた。

## 出演

### 映画
- ブタがいた教室（2008年） - 飯島彩由佳 役

### テレビドラマ
- LOVE and Go!（2003年11月11日、関西テレビ）

### CM
- ゆうちょ「国際ボランティア貯金」
- 雪印乳業「ネオソフト」おいしいかお篇
- マスターカード サムシング篇（2004年）
- ヘーベルハウス
- ピザハット
- オリエンタルランド「ディズニークリスマス」
- NTTドコモ ビジョン
- ベネッセコーポレーション「進研ゼミ小学講座」リテラシー篇（2006年）